# Ayako Kimura
Ayako Kimura (jap. 木村文子 Kimura Ayako; ur. 11 czerwca 1988 w Hiroszimie) – japońska lekkoatletka specjalizująca się w biegach płotkarskich.
W 2013 zdobyła złoto na mistrzostwach Azji w Pune, a rok później stanęła na najniższym stopniu podium podczas igrzysk azjatyckich w Incheon. W 2019 zdobyła czwarty ogółem, a drugi złoty medal mistrzostw kontynentu w Dosze.
Złota medalistka mistrzostw Japonii.

## Osiągnięcia
| Rok  | Impreza                   | Miejsce     | Konkurencja                | Lokata     | Wynik |
| ---- | ------------------------- | ----------- | -------------------------- | ---------- | ----- |
| 2011 | Mistrzostwa Azji          | Kobe        | bieg na 100 m przez płotki | 4. miejsce | 13,26 |
| 2012 | Igrzyska olimpijskie      | Londyn      | bieg na 100 m przez płotki | eliminacje | 13,75 |
| 2013 | Mistrzostwa Azji          | Pune        | bieg na 100 m przez płotki | 1. miejsce | 13,25 |
| 2014 | Puchar interkontynentalny | Marrakesz   | bieg na 100 m przez płotki | 6. miejsce | 13,17 |
| 2014 | Igrzyska azjatyckie       | Inczon      | bieg na 100 m przez płotki | 3. miejsce | 13,25 |
| 2015 | Mistrzostwa Azji          | Wuhan       | bieg na 100 m przez płotki | 3. miejsce | 13,41 |
| 2017 | Mistrzostwa Azji          | Bhubaneswar | bieg na 100 m przez płotki | 2. miejsce | 13,30 |
| 2017 | Mistrzostwa świata        | Londyn      | bieg na 100 m przez płotki | półfinał   | 13,29 |
| 2018 | Puchar interkontynentalny | Ostrawa     | bieg na 100 m przez płotki | 6. miejsce | 13,39 |
| 2019 | Mistrzostwa Azji          | Doha        | bieg na 100 m przez płotki | 1. miejsce | 13,13 |
| 2019 | Mistrzostwa świata        | Doha        | bieg na 100 m przez płotki | eliminacje | 13,19 |
| 2021 | Igrzyska olimpijskie      | Tokio       | bieg na 100 m przez płotki | eliminacje | 13,25 |

## Rekordy życiowe
- Bieg na 100 metrów przez płotki – 13,03 (2013) / 12,99w (2017)